# Marumba sperchius
Marumba sperchius là một loài bướm đêm thuộc họ Sphingidae.

## Phân phối
Nó được tìm thấy ở tây bắc Ấn Độ ngang qua đông bắc Ấn Độ, tây nam, miền trung và miền đông Trung Quốc tới miền nam Viễn Đông Nga, Triều Tiên, Hàn Quốc và Nhật Bản. Nó cũng có mặt ở Sumatra và Borneo.

## Sự miêu tả

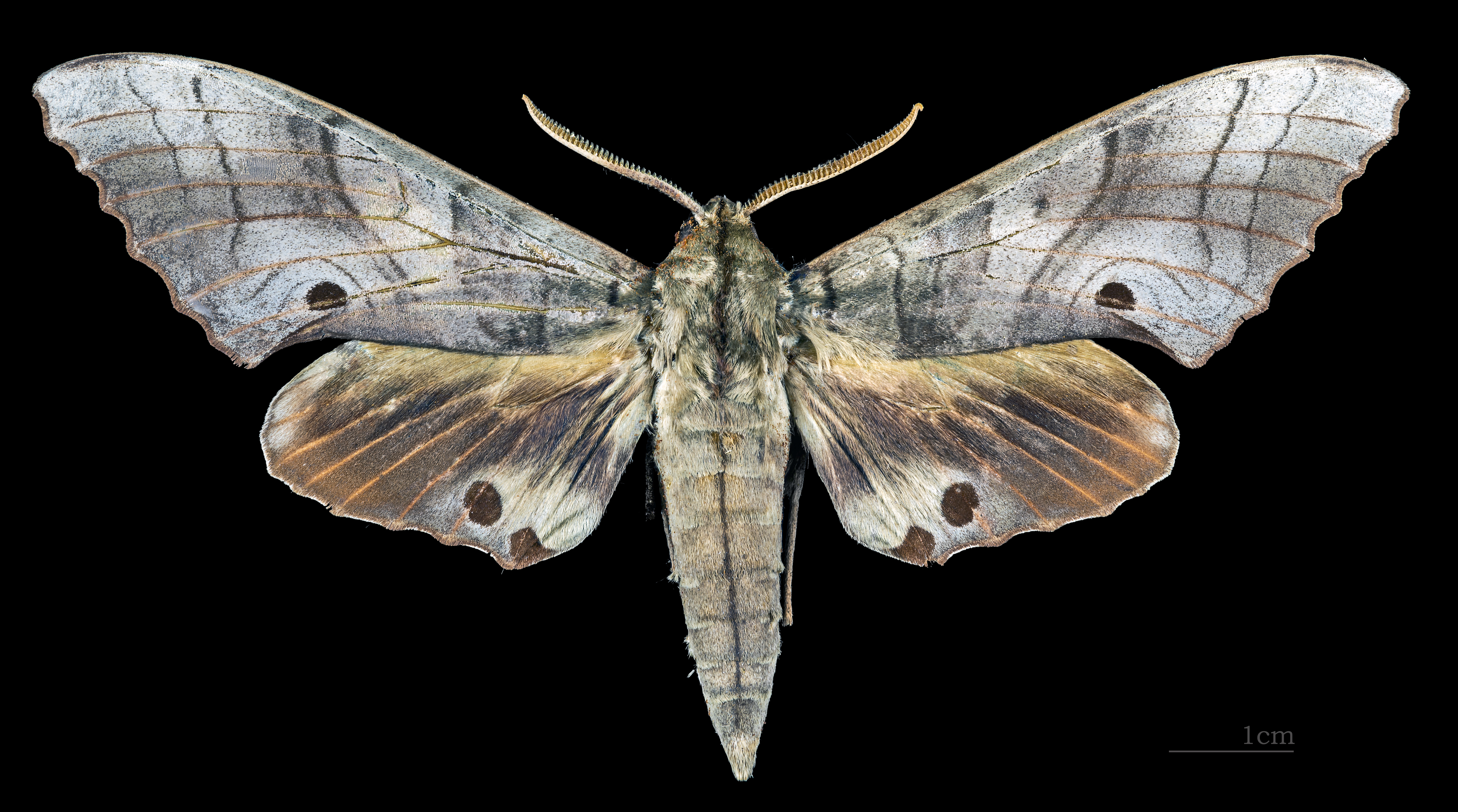
♂
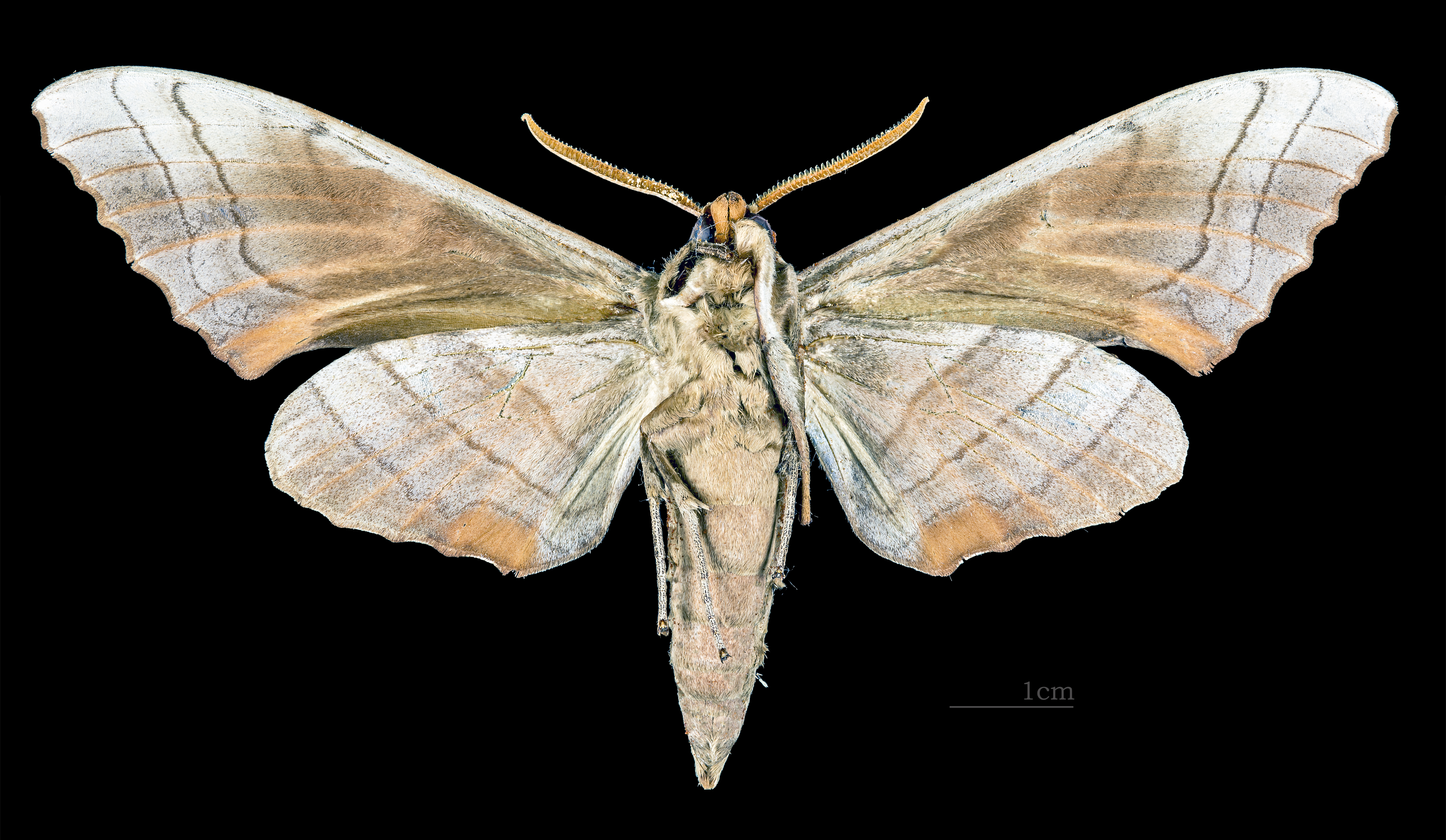
♂ △
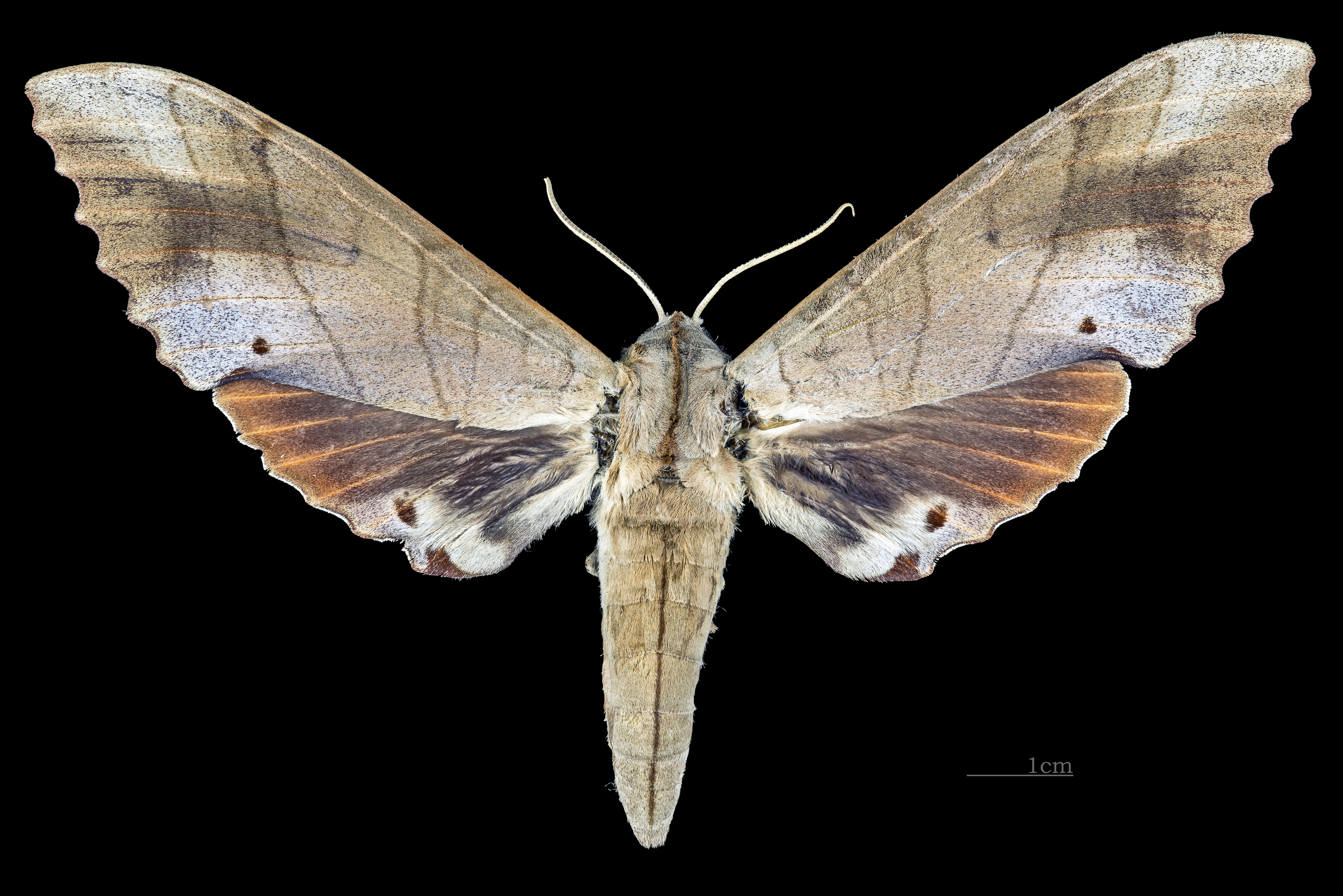
♀
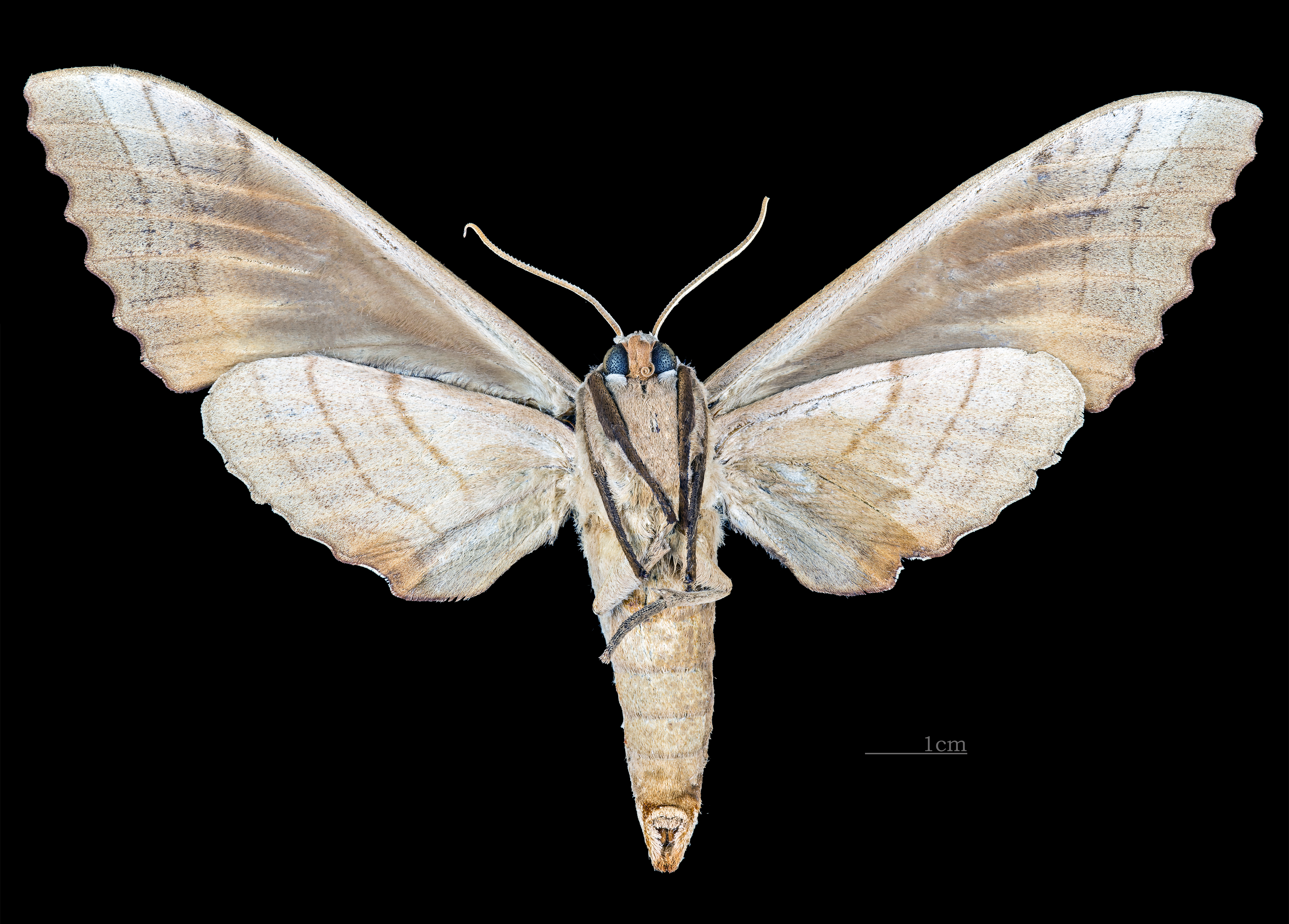
♀ △

Sải cánh dài 88–138 mm. Nó gần giống loài Marumba juvencus, nhưng màu cánh nó đỏ hơn và the lines on either side of the weak discal spot are hardly converge.

## Sinh học
Có hai lứa trưởng thành một năm Cá thể trưởng thành mọc cánh vào tháng 4 và một lần nữa vào tháng 8 ở miền bắc Trung Quốc. 
Ở Triều Tiên, cá thể trưởng thành mọc cánh từ cuối tháng 5 đến cuối tháng 8.
Ấu trùng ăn Castanea (bao gồm Castanea crenata), Castanopsis, Quercus (bao gồm Quercus glauca, Quercus mongolica, Quercus acutissima, Quercus myrsinaefolia, Quercus acuta, Quercus salicina, Quercus serrata và Castanea crenata), Juglans (bao gồm Juglans regia và Juglans mandschurica), Lithocarpus (bao gồm Lithocarpus edulis) và Eriobotrya.

## Phụ loài
- Marumba sperchius sperchius (từ tây bắc Ấn Độ ngang qua đông bắc Ấn Độ; tây nam, miền trung và miền đông Trung Quốc tới miền nam Vùng Viễn Đông Nga; Triều Tiên; Hàn Quốc và Nhật Bản)
- Marumba sperchius sumatranus Clark, 1923 (Sumatra, Borneo)

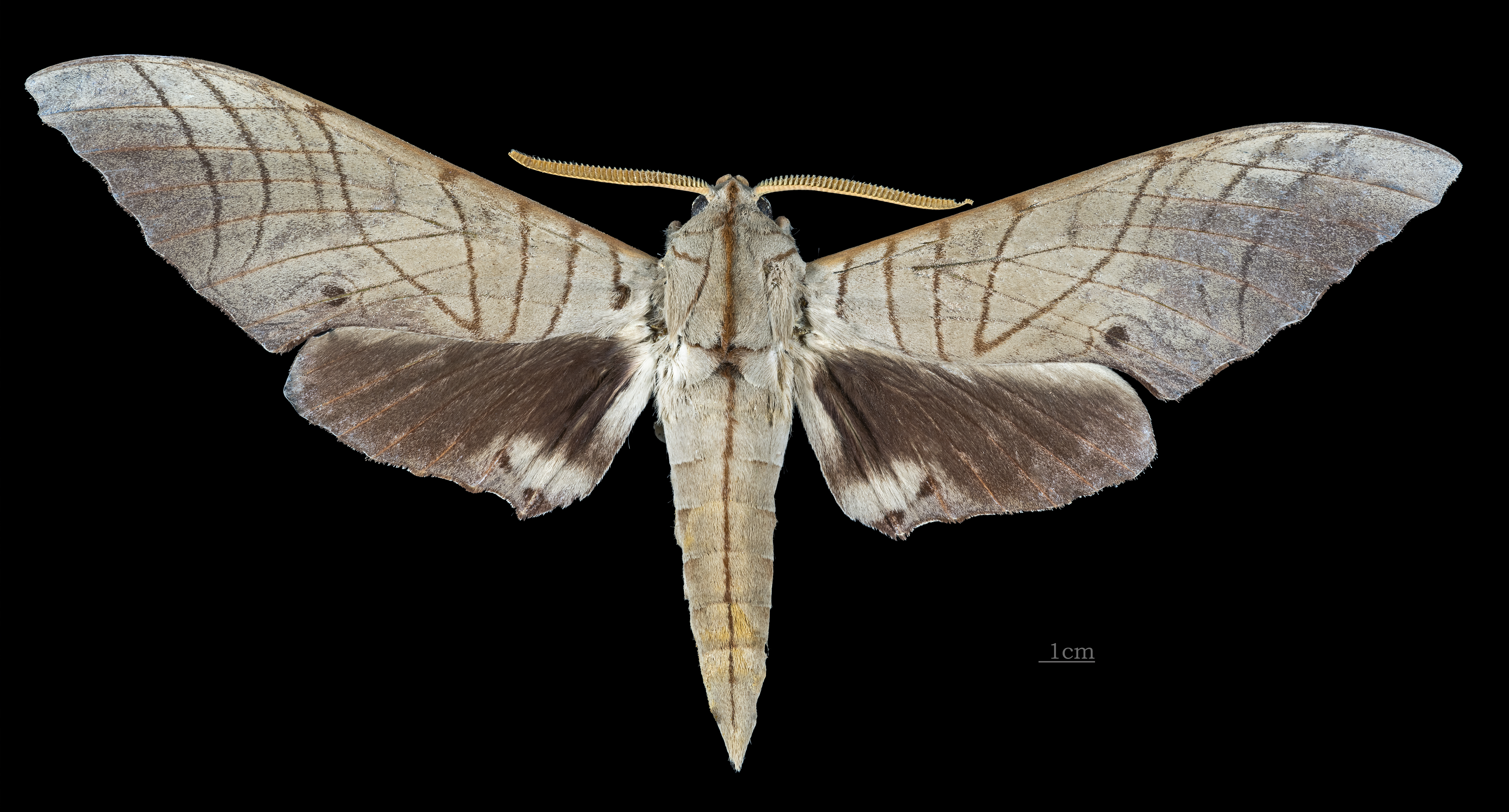
Marumba Sperchius Sumatranus ♂
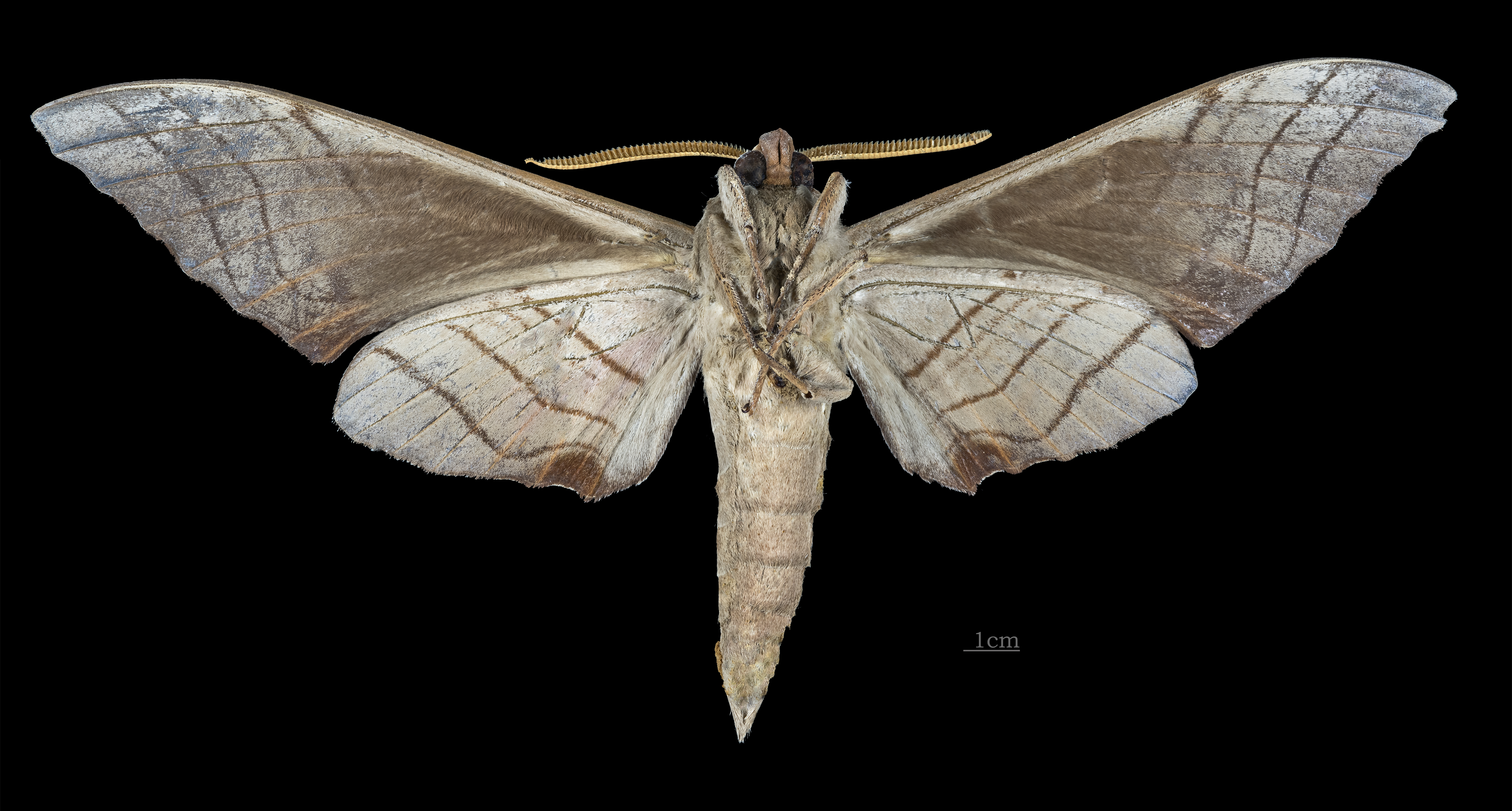
Marumba Sperchius Sumatranus ♂  △
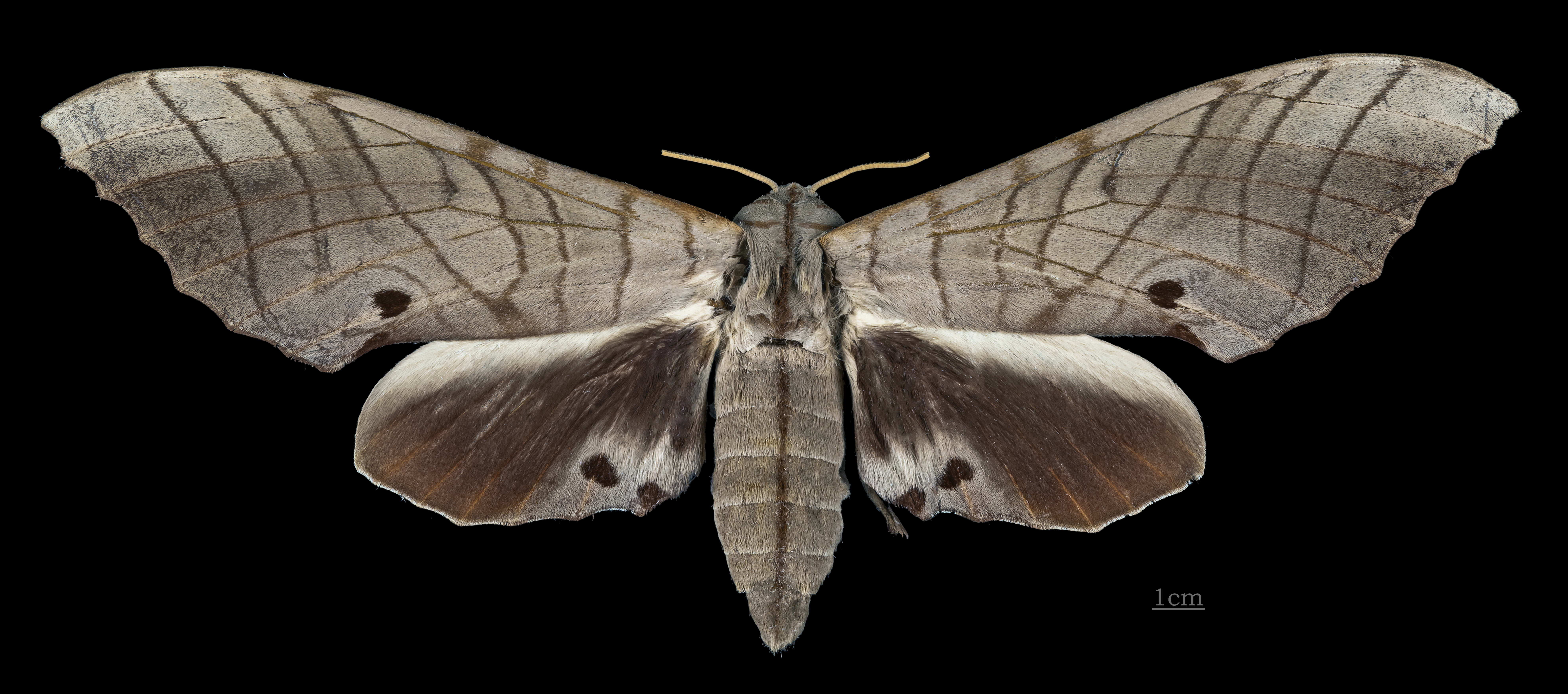
Marumba Sperchius Sumatranus ♀
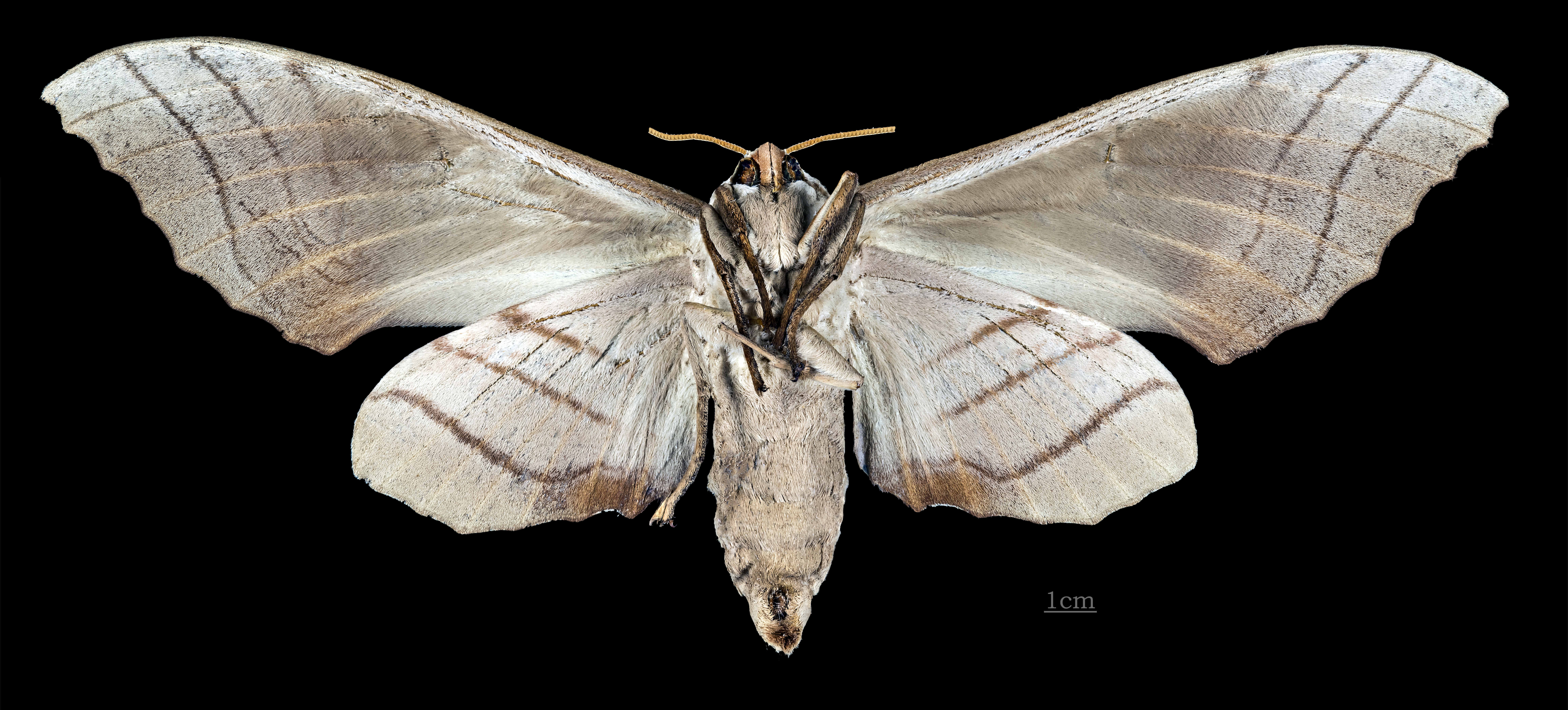
Marumba Sperchius Sumatranus ♀ △